# Ритерхуде
Ритерхуде (њем. Ritterhude) општина је у њемачкој савезној држави Доња Саксонија. Једно је од 11 општинских средишта округа Остерхолц. Према процјени из 2010. у општини је живјело 14.637 становника. Посједује регионалну шифру (AGS) 3356008.

## Географски и демографски подаци
Ритерхуде се налази у савезној држави Доња Саксонија у округу Остерхолц. Општина се налази на надморској висини од 10 метара. Површина општине износи 32,9 km². У самом мјесту је, према процјени из 2010. године, живјело 14.637 становника. Просјечна густина становништва износи 445 становника/km².

## Међународна сарадња
| Мјесто      | Држава    | Врста сарадње | Од    |
| ----------- | --------- | ------------- | ----- |
| Кијев       | Русија    | пријатељство  | 1991. |
|             | Русија    | пријатељство  | 1991. |
|             | Филипини  | пријатељство  | 1977. |
|             | Пољска    | партнерство   | 1991. |
| Шемда       | Холандија | пријатељство  | 1967. |
|             | Француска | партнерство   | 1989. |
| Вордингборг | Данска    | пријатељство  | 1962. |
| Њу Џерзи    | САД       | пријатељство  | 1985. |
| Извор       |           |               |       |